# MF Grimm
Percy Carey, также известный как MF Grimm, GM Grimm, Superstar Jet Jaguar и Build and Destroy — рэп-исполнитель из Нью-Йорка, художник комиксов.

## Биография
В детстве Перси жил в Гарлеме, районе в северной части нью-йоркского округа Манхэттен. Его соседом был актёр Морган Фриман, который помог парню попасть на передачу Улица Сезам, в которой он был ребёнком-актёром.
Будучи студентом средней школы, Кэрри проникся страстью к рэпу и хип-хопу, прилагая все усилия, чтобы преследовать путь карьеры в музыке.
В самом начале своей карьеры он создал группу The Gravediggaz (не путать с одноимённой группой, основанной RZA) вместе с Roc Raida из X-Ecutioners. Также он работал с такими хип-хоп легендами как Kool G Rap (писал тексты песен для его альбома «4, 5, 6»), KMD, Dr. Dre (писал тексты для его классического альбома The Chronic).
В 1993 году уже будучи известным как опытный фристайлер он победил на World Supremacy Battle. В этом же году он выпустил свой первый 12-дюймовый сингл «So Whatcha Want Nigga?», и начал разделять сцену с такими исполнителями как Lady of Rage, 2Pac и Dogg Pound в Атланте. К MF Grimm начали подходить сразу несколько крупных лейблов звукозаписи.

## Покушение
В 1994, Grimm пережил покушение, в результате которого был убит его сводный брат. Grimm получил семь пуль в дополнение к трем, полученным в более раннем инциденте в 1986. В результате нападения в 1994 году он был оглушен, ослеплен, и парализован от талии вниз. Доктора сказали, что это безнадежно, однако Grimm вернул зрение, слух, и речь, но все ещё остаётся в инвалидном кресле.

## Пост-госпитализационный период
Grimm продолжил выпуск 12-дюймовых синглов на Fondle 'Em label а также выпустил совместный с MF Doom MF EP на Brick Records. В 1999 году Grimm основывает лейбл Day By Day Entertainment, тогда же он объединил коллектив Monsta Island Czars.

## Жизнь в тюрьме
За наркотики и обвинения в заговоре, Grimm был приговорен к пожизненному заключению в 2000 году. Он заплатил однодневный залог в 100 000 $, и посвятил следующие 24 часа записи альбома «The Downfall Of Ibliys: A Ghetto Opera».
Во время пребывания в тюрьме, Grimm отлично изучил закон, и после регистрации многих противоисков он был в состоянии смягчить свой судебный приговор к трем годам, и был освобожден в 2003.

## После выхода из тюрьмы
После освобождения Grimm закончил свой второй сольный альбом «Digital Tears: E-mail from Purgatory»
под псевдонимом Superstar Jet Jaguar (используемым для группы Monsta Island Czars).
у MF Grimm есть псевдоним GM Grimm, что расшифровывается как Grand Master Grimm. В интервью он говорит следующее:
«Grand Master — приставка, которую не все получают. Roc Raida и я были в группе, и каждого из нас наградили этой приставкой. Это — главная честь в сообществе хип-хопа.» И Roc Raida и Grimm заработали название Grand Master, вознаграждение, данное только лучшему из лучших в сообществе хип-хопа. В оригинале это пишется так «Grand Master Roc Raida и Grand Master Grimm».
в 2008 году MF Grimm под именем Percey Carey был номинирован на 2 награды Eisner Awards за его серию комиксов — графический новый ряд, Предложения, Лучшую Реалистику Работы и Лучшую Надпись.
Также он номинировался и победил на Glyph Awards. 2 награды в номинациях «Лучшая Обложка» и «История Года».
Жизнеописание Grimm’а было пересказано в автобиографической книге комиксов «Sentences: The Life of MF Grimm», иллюстрированной Рональдом Уимберли (Ronald Wimberly), выпущенной издательством DC Comics' Vertigo в сентябре 2007 года.

## Дискография
- 2000: MF EP (with MF DOOM)
- 2002: The Downfall of Ibliys: A Ghetto Opera
- 2004: Digital Tears: E-mail from Purgatory
- 2004: Special Herbs and Spices Volume 1
- 2005: Scars and Memories
- 2006: American Hunger
- 2007: The Hunt For The Gingerbread Man
- 2010: You Only Live Twice
- 2011: Supreme Excellence